# Morte e funeral de Pedro II do Brasil
Em 5 de dezembro de 1891, às 00h35, Pedro II, último Imperador do Brasil, que reinou durante um período de mais de meio século, faleceu aos 66 anos, no Hotel Bedford em Paris, França. O anúncio de sua morte foi seguido de reações de todo o mundo, somente no dia de sua morte, havia chegado ao Hotel Bedford mais de 2 000 telegramas prestando condolências a Família Imperial. Enquanto o governo francês optaria por um funeral de Chefe de Estado ao imperador, a representação diplomática do Brasil, na França, tentava convencer o governo francês a não fazer estas homenagens, pois poderiam ferir suscetibilidades dos governantes republicanos brasileiros. Após o velório na Igreja de la Madeleine, o caixão foi levado em cortejo até a estação de Paris, de onde seguiria para Espanha, e por fim a Portugal. Apesar da chuva e temperatura extremamente baixa, cerca de 300 000 pessoas assistiram ao evento pelas ruas de Paris.
Acometido de grave doença pulmonar, Dom Pedro II morreu ainda jovem para os padrões atuais. Contava com 66 anos, mas aparência de muito mais velho. Suas responsabilidades, as preocupações, a vida pública havia lhe imposto tal aparência.

## Antecedentes

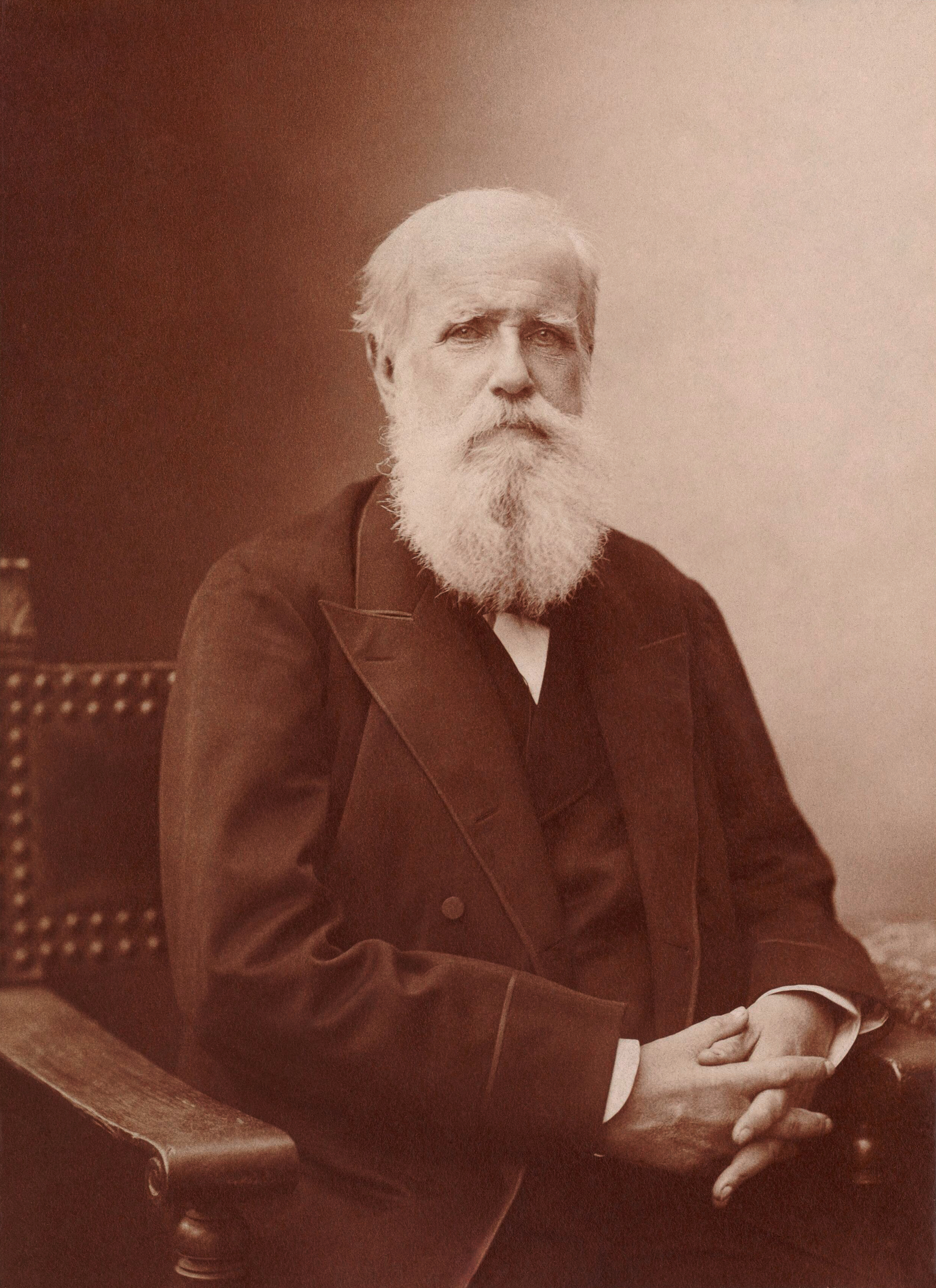
D. Pedro II aos 65 anos de idade em 1891.

No dia 24 de novembro de 1891, D. Pedro II, em seu exílio na França, foi passear de carro em Saint-Cloud. Às 16 horas escreveu que havia retornado do passeio em que viu as ruínas do palácio que lá existira e de onde teve uma bela vista de Paris que “estava neblinosa”. Frio, neblina, às 18h30 anotou que estava com uma tosse terrível. Mota Maia o medicou e meia hora depois D. Pedro achou que estava melhor. No dia 25 de novembro, esteve de cama o dia inteiro, repousando. Mota Maia chamou o dr. Bouchard que diagnosticou uma gripe. D. Isabel, o Conde d’Eu e os netos, além do padre David e de vários brasileiros, o visitaram nesse dia.
Assim que a notícia de sua doença se espalhou, a colônia brasileira em Paris o visitou em peso. Uma visita frequente, além da princesa e dos netos, era a do dr. Charcot. No dia 30, o Conde d’Eu telegrafou para D. Pedro Augusto, que havia partido para visitar o tio, o rei da Bulgária, Fernando I. Gastão explicou a situação de D. Pedro II ao neto e solicitou a sua presença em Paris. No dia 1, os drs. Charcot, Mota Maia e Bouchard notaram que a pneumonia havia tomado o pulmão esquerdo.
No dia 2, no seu aniversário, houve uma missa no seu quarto e o imperador comungou. Os médicos acharam, inicialmente, sinais de melhora e, no dia 3, D. Isabel e o Conde d’Eu voltaram para a casa em Versalhes. Mas só para darem com o telegrama de Mota Maia à porta dizendo para eles retornarem. D. Pedro II piorara, ardia em febre e alternava períodos de consciência. Não havia mais nada que os médicos pudessem fazer, a pneumonia atingira também o pulmão direito. No dia 4 de dezembro, pela manhã, D. Isabel pediu um padre e da igreja perto veio o abade d’Angily, que deu a extrema-unção. O imperador, já quase sem voz, ainda conseguira dizer: “Brasil”.

## Morte
Em 5 de dezembro de 1891, as 00h35, em seu quarto do Hotel Bedford, D. Pedro II falecia. Sua morte ocorreu sem dor, como se ele dormisse. Todos os presentes, D. Isabel, o Conde d’Eu, seus filhos, D. Pedro de Alcântara, D. Luiz e D. Antônio, o genro Duque de Saxe com os filhos, D. Pedro Augusto, D. Augusto Leopoldo e D. Luís Gastão, suas irmãs D. Januária, com seu marido o Conde d'Áquila, e D. Francisca e seu marido do Príncipe de Joinville, os diversos brasileiros e estrangeiros presentes, como o professor Seybold, se puseram de joelhos e rezaram por sua alma. O Conde de Aljezur, oficial da câmara de Sua Majestade Imperial, lavrou o ato de sua morte. Houve beija-mão ao cadáver de D. Pedro e os brasileiros beijaram também a de D. Isabel, aos prantos pela morte do pai, sendo reconhecida pelos presentes como a nova Imperatriz do Brasil no exílio.
D. Pedro II era admirado em todo o Mundo, e somente no dia de sua morte em 5 de dezembro havia chegado ao Hotel Bedford mais de 2 mil telegramas prestando as condolências à Família Imperial. Poucas horas após a morte de Pedro II, milhares de pessoas compareceram ao Hotel Bedford, dentre elas, o Presidente do Conselho, Freycinet e os ministros da Guerra e da Marinha da França. Sadi Carnot, Presidente da República francesa, que estava fora de Paris, mandou todos os membros da Casa Militar em trajes de gala levar os pêsames para a princesa D. Isabel.
Dom Pedro II foi vestido em uniforme de marechal do Exército brasileiro para representar sua posição como comandante-em-chefe das forças armadas brasileiras. com as medalhas e ordens das quais era dignitário, segurando o crucifixo em prata de lei, enviado pelo Papa Leão XIII. O corpo foi colocado em três caixões: O primeiro de chumbo forrado em cetim embranquecido, com tampa em cristal; O segundo, de nobre carvalho envernizado; E o terceiro, de carvalho forrado de veludo negro. Em cima do caixão foi colocada uma placa de prata gravada com toda a filiação de D. Pedro e os pontos de sua biografia, tudo em latim.
Enquanto preparavam seu corpo, um pacote lacrado foi encontrado no quarto com uma mensagem escrita pelo próprio Imperador: “É terra de meu país; desejo que seja posta no meu caixão, se eu morrer fora de minha pátria”. O pacote que continha terra de todas as províncias brasileiras foi colocada dentro do caixão.
Em 6 de dezembro de 1891, milhares de personalidades compareceram a cerimônia realizada na Igreja de la Madeleine.
De acordo com o atestado de óbito, a causa mortis foi pneumonia aguda no pulmão esquerdo.

## Funeral

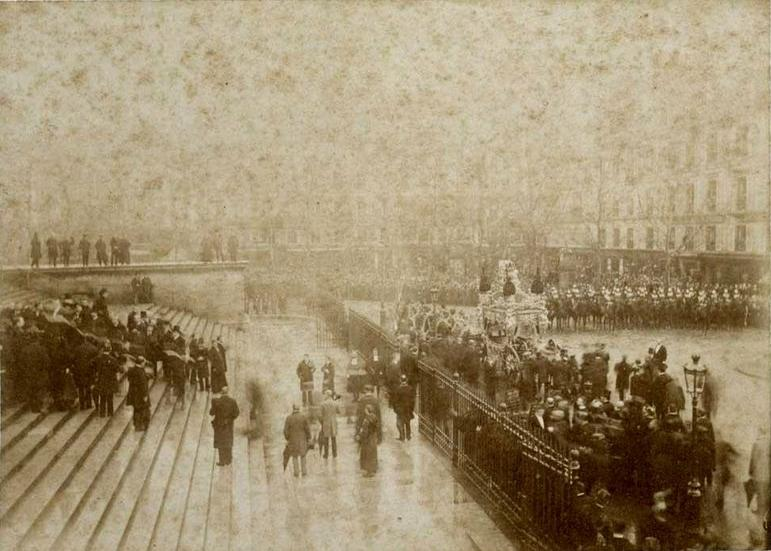
Caixão de Pedro II saindo da Igreja de la Madeleine.

A Princesa Isabel desejava realizar uma cerimônia discreta e íntima. No entanto, ela acabou aceitando o pedido do governo francês para o funeral de um Chefe de Estado. Enquanto o governo francês queria prestar homenagens de chefe de estado ao imperador, a representação diplomática do Brasil, na França, tentava, em vão, impedir que a França fizesse o funeral do imperador como Chefe de Estado, rogando para que a bandeira Imperial não fosse hasteada e que os símbolos do antigo regime não fossem respeitados. De nada adiantou o governo francês prestou honras grandiosas a D. Pedro II e a Família Imperial. Embora republicano, o governo francês tinha a maior consideração per D. Pedro II, porque ele fora o primeiro Chefe de Estado a prestigiar a França, visitando-a oficialmente, após a derrota para a Prússia em 1870.
Para evitar incidentes políticos, o Governo decidiu que o funeral seria oficialmente realizado pelo fato do Imperador ser grã-cruz da Legião de Honra, mas com as pompas devidas a um monarca. Como última homenagem formal, o governo francês do Presidente Sadi Carnot, resolveu mesmo oferecer a Dom Pedro II um funeral de Chefe de Estado.

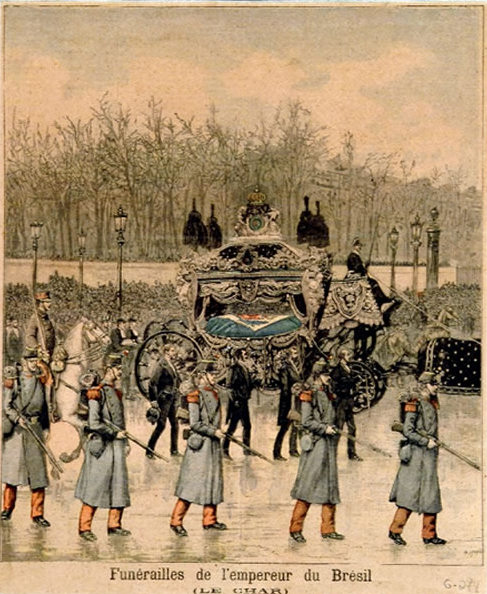
Cortejo fúnebre de D. Pedro II em Paris.

Em 8 de dezembro de 1891, à noite, os caixões contendo o corpo de D. Pedro II saíram do Hotel Bedford com destino a Igreja de la Madeleine. Oito militares franceses transportaram os caixões, cobertos pela bandeira imperial, sendo assistidos por mais de 5 000 pessoas. A carruagem utilizada fora à mesma dos enterros do Cardeal Morlot, do Duque de Morny e de Adolphe Thiers.
Apesar da chuva e temperatura extremamente baixa, cerca de 300 000 pessoas assistiram ao evento pelas ruas de Paris no dia 9 de dezembro, onde na Igreja de la Madeleine, foi celebrada a missa de réquiem pelo abade Le Rébours, na qual o coro da igreja, regido por Gabriel Fauré, cantou o Kyrie de Beethoven e o Agnus Dei de Cherubini.
A formação militar francesa, composta por 80 000 homens, todos em uniforme de gala, prestou honras ao Imperador. Os cavalos, os tambores das bandas de música e as bandeiras traziam ornamentos negros de luto. Os caixões foram levados em cortejo até a estação Orléans em Paris, de onde partiria, via Espanha, para Portugal. 
Duas carruagens levavam quase 200 coroas de flores. Entre elas, a da rainha Vitória, a dos Voluntários da Pátria, a dos estudantes brasileiros em Paris, a de “um negro brasileiro em nome de sua raça”. Além das coroas de Eduardo Prado, Rio Branco, Nabuco, Tamandaré, Ladário e tantos outros, também ali estavam as de instituições como o Instituto Histórico e Geográfico Brasileiro, o Instituto dos Surdos-Mudos.

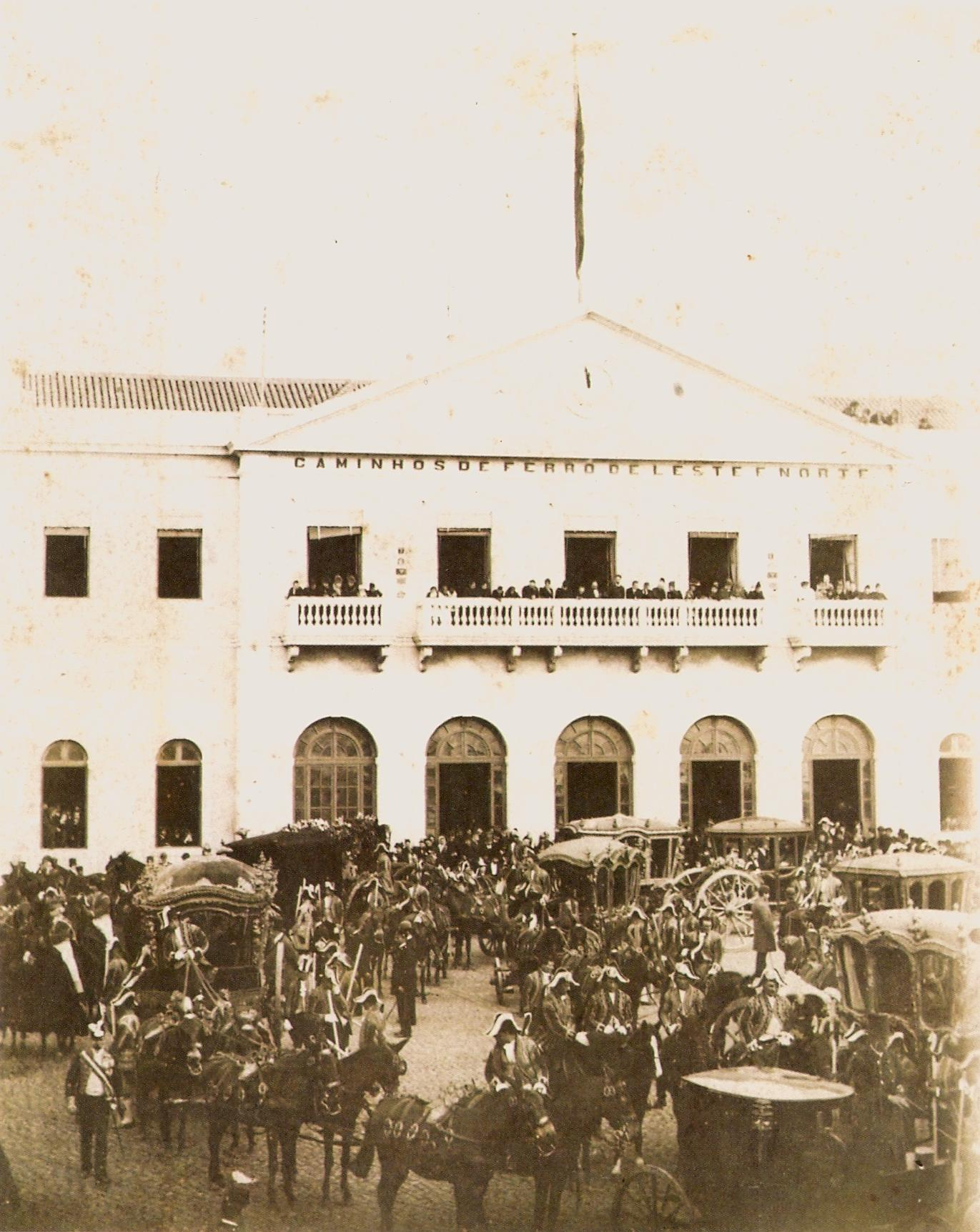
O caixão de D. Pedro II chegando a Lisboa.

O corpo de D. Pedro II chegou a Madrid às 6 horas da manhã, onde a Família Real Espanhola, membros da nobreza, o ministro da Guerra e demais membros do governo, o esperavam. Entre uma estação e outra um regimento de infantaria fez as honras ao Imperador. De lá o trem partiu para Lisboa, onde o Rei D. Carlos I e a Corte reunida esperavam o corpo de D. Pedro II, no cais de Santa Apolônia. De lá até a Igreja de São Vicente de Fora, a guarnição militar da cidade formou alas. As fortalezas e os navios de guerra ancorados no Rio Tejo salvavam de 15 em 15 minutos. A rainha D. Amélia, suas damas e todo o corpo diplomático, novamente com exceção do representante brasileiro, aguardaram o cortejo na escadaria da igreja, onde o cardeal patriarca de Lisboa, junto com todos os bispos do país, cantou a missa Libera me.

## Reações

### Roma
“Santo Padre recebeu com vivo pezar a triste noticia communicada por Vossa Alteza Imperial. Elle dirige ardentes preces ao Senhor pelo repouso eterno do augusto defunto e apresenta a Vossa Alteza e á Familia Imperial as suas condolencias.
Cardeal Rampolla.”

### Reino Unido
“Foi com o mais vivo pezar que recebi a noticia da morte de vosso querido pai, e rogo-vos que aceiteis a expressão da minha sympathia.
Victoria R.I.”

### Áustria-Hungria
“A nova dor que fere Vossa Alteza Imperial affligio-me profundamente, conhecendo toda a amargura que deixão no coração esses golpes irreparaveis. Conceda Deus a Vossa Alteza Imperial todas as consolações de que precisa nesta cruel provação.
Francisco José.”

### Itália
”A desgraça que leva o luto ao coração de Vossa Alteza Imperial e de sua Augusta Familia, causa-nos, à Rainha e a mim, vivissima e sincera afflicção. O venerando pai de Vossa Alteza Imperial era para nós e para a Italia um amigo sempre querido; suas altas qualidades fazião a admiração de todos os homens de intelligencia e de coração que elle honrava com a sua benevolencia. A dor de Vossa Alteza Imperial é, pois, largamente partilhada aqui, e as condolencias que offereço são tambem a expressão dos sentimentos da nação italiana.
Humberto.”

### Alemanha
”A Imperatriz e eu, profundamente sentidos com a triste noticia, enviamos a Vossa Alteza Imperial a expressão das nossas mais sinceras condolencias pela perda dolorosa que acaba de soffrer.
Pedimos a Deus que vos conceda as suas consolações nesta triste provação.
Guilherme, Imperador-Rei.”
Todos os trechos citados a cima foram retirados do: BIBLIOTECA DO JORNAL DO BRAZIL. D. PEDRO II. Rio de Janeiro: Typographia do Jornal do Brazil, 1892.

## Convidados

### Família imediata
- A Princesa Imperial e o Príncipe Imperial, filha e genro do falecido
  - O Príncipe do Grão-Pará, neto do falecido
  - O Príncipe Luís do Brasil, neto do falecido
  - O Príncipe Antônio do Brasil, neto do falecido
- O Príncipe Luís Augusto, Duque de Saxe, genro do falecido
  - O Príncipe Pedro Augusto do Brasil, neto do falecido
- A Princesa e o Príncipe de Joinville, irmã e cunhado do falecido
  - O Duque de Penthièvre, sobrinho do falecido
  - A Duquesa e o Duque de Chartres, sobrinha e primo do falecido
- A Condessa e o Conde de Áquila, irmã e cunhado do falecido
  - O Conde de Roccaguglielma, sobrinho do falecido
    - O Príncipe Luís Afonso de Roccaguglielma, sobrinho-neto do falecido
    - A Princesa Maria Januária de Roccaguglielma, sobrinha-neta do falecido

  - O Conde de Espina, sobrinho do falecido

### Realeza estrangeira
França
- O Duque de Némours, primo em segundo grau e compadre do falecido
  - O Duque e a Duquesa de Alençon, primo em terceiro grau do falecido e sua esposa
    - O Duque de Vendôme, primo em terceiro grau uma vez removido do falecido

  - A Princesa Margarida de Némours, prima em terceiro grau do falecido
  - A Princesa Branca de Némours, prima em terceiro grau do falecido
- O Duque de Aumale, primo em segundo grau do falecido

 Mônaco
- O Príncipe e a Princesa de Mônaco

 Espanha
- A Rainha e o Rei da Espanha, sobrinha e primo em segundo grau do falecido
- O Duque e a Duquesa de Galliera, primo em terceiro grau e sobrinha-neta do falecido

 Duas Sicílias
- O Rei e a Rainha das Duas Sicílias, sobrinho neto e prima do falecido
- O Conde de Bari, sobrinho do falecido
- A Condessa Viúva de Trani, prima e viúva do sobrinho do falecido

 Portugal
- O Rei e a Rainha de Portugal, sobrinho-neto e prima do falecido
- O Duque do Porto, sobrinho-neto do falecido

 Alemanha
- O Príncipe Alberto da Prússia, primo do falecido (representado o imperador alemão)

A lista de convidados citado acima foi retirado de: JORNAL DO COMMERCIO. Rio de Janeiro: Typ.Imperial, 14 dez. 1891. Disponível em: https:// biblioteca.digital.br. Acesso em: 1 fev. 2025; JORNAL DO COMMERCIO. Rio de Janeiro: Typ. Imperial, 15 dez. 1891. Disponível em: https://biblioteca.digital.br. Acesso em: 1 fev 2025; BIBLIOTECA DO JORNAL DO BRAZIL. D. PEDRO II. Rio de Janeiro: Typographia do Jornal do Brazil, 1892.

### Nobreza
- O Barão do Rio Branco[10]

### Políticos
- Joseph Brugère (representando o presidente francês)[21]
- Gaspar da Silveira Martins[11]
- Charles de Freycinet[34]
- Jean-Louis de Lanessan[34]
- Jules Ferry[18]
- Charles Dupuy[18]

### Outros convidados
- Gabriel Fauré[35]
- Charles Gounod[35]
- Ambroise Thomas[35]
- Jean-Martin Charcot[35]
- Eça de Queiroz[35]
- Alexandre Dumas[35]
- Gabriel Auguste Daubrée[35]
- Jules Claretie[35]
- Marcellin Berthelot[35]
- Jean de Bréau[35]
- Edmond Jurien de la Gravière[35]
- Julius Oppert[35]
- Camille Doucet[35]

## Presentes no Funeral
Em 9 de dezembro de 1891, muito cedo, ocorreu o féretro na Igreja de la Madeleine, apesar da chuva incessante e do vento frio, uma multidão começou a ocupar a Praça da Madaleine. Milhares de personalidades da época compareceram a cerimônia. Os mais importantes nomes da França, republicanos, monarquistas, sábios, literatos, além dos brasileiros, alinharam-se no livro de condolências pela morte do Imperador. A monarquia europeia, casas reinantes e ex-reinantes, compareceram em peso, além de embaixadores de diversas nações. 

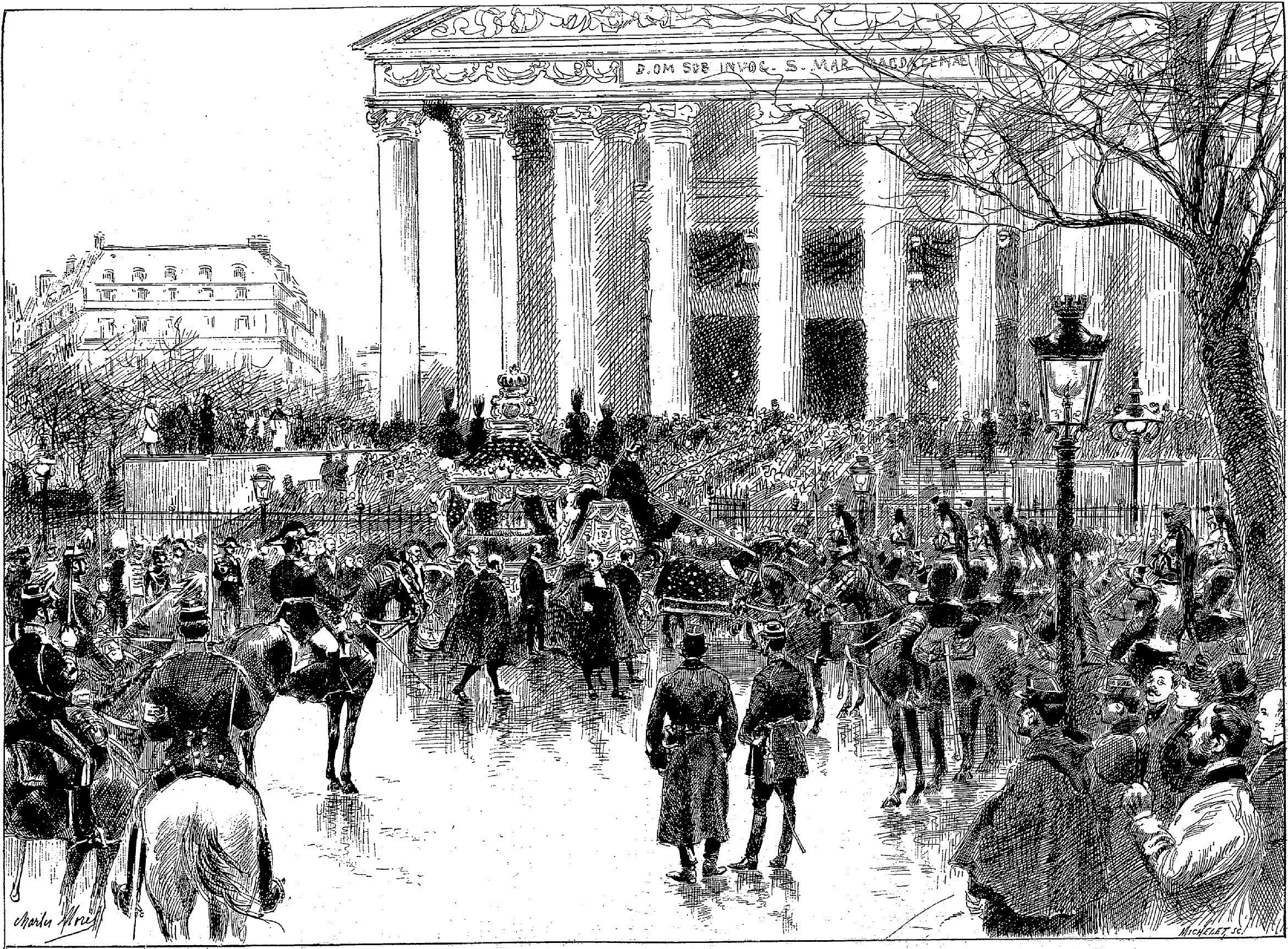
Funeral de D. Pedro II, Imperador do Brasil, em Paris (por Charles Morel, publicado em L'Univers illustré: revista hebdomadaire, Levy (Paris), nº 1.917, 19/12/1891).

Junto à Princesa de Joinville, irmão de D. Pedro II, estavam diversas cabeças coroadas como: Dom Amadeo, ex-rei da Espanha; Dom Francisco II, ex-rei das Duas Sicílias; Dona Isabel II, ex-rainha da Espanha; Luís Philippe, Conde de Paris; entre diversos outros membros da realeza europeia, representantes de reis e imperadores, da nobreza francesa e de boa parte da Europa. O corpo diplomático estrangeiro em Paris era encabeçado pelo decano monsenhor Ferrata, núncio papal. Todos os representantes dos países da América estavam presentes, com exceção dos de Brasil, México e Venezuela. A academia francesa havia comparecido em grande número. Ao lado de escritores, viam-se maestros como Gounod e Ambroise Thomas, matemáticos, físicos, ao lado de médicos, como Charcot, e os orientalistas Gauthier, Foucart, Boislisle. Nos funerais de um monarca, até então, nunca se vira tantos intelectuais e acadêmicos. 
Também estavam presentes o General Joseph Brugère, representando o presidente francês Sadi Carnot, os presidentes do Senado e da Câmara, assim como senadores, deputados, diplomatas e outros representantes do governo francês. Quase todos os membros da Academia Francesa, do Instituto de França, da Academia de Ciências Morais e da Academia de Inscrições e Belas-Artes também participaram. Entre os presentes, estavam: Eça de Queiroz, Alexandre Dumas, Gabriel Auguste Daubrée, Jules Arsène Arnaud Claretie, Marcellin Berthelot, Jean Louis Armand de Quatrefages de Bréau, Edmond Jurien de la Gravière, Julius Oppert, Camille Doucet entre outros.
Havia também representantes de países mais longínquos como: Turquia, China, Japão e Pérsia.

## Sepultamento

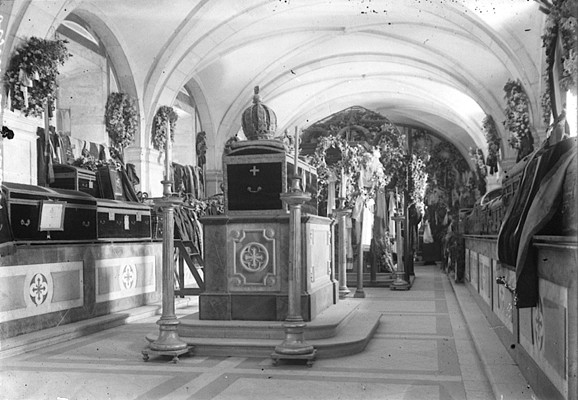
Interior do Panteão dos Soberanos, Lisboa.

O sepultamento de D. Pedro II teve lugar no Panteão dos Bragança, na Igreja de São Vicente de Fora, em Lisboa, Portugal, no dia 12 de dezembro de 1891. Seu sepultamento foi assistindo pela Família Imperial Brasileira e pela Família Real Portuguesa. Seu túmulo repousava entre o de sua madrasta Amélia e o de sua esposa Teresa Cristina.

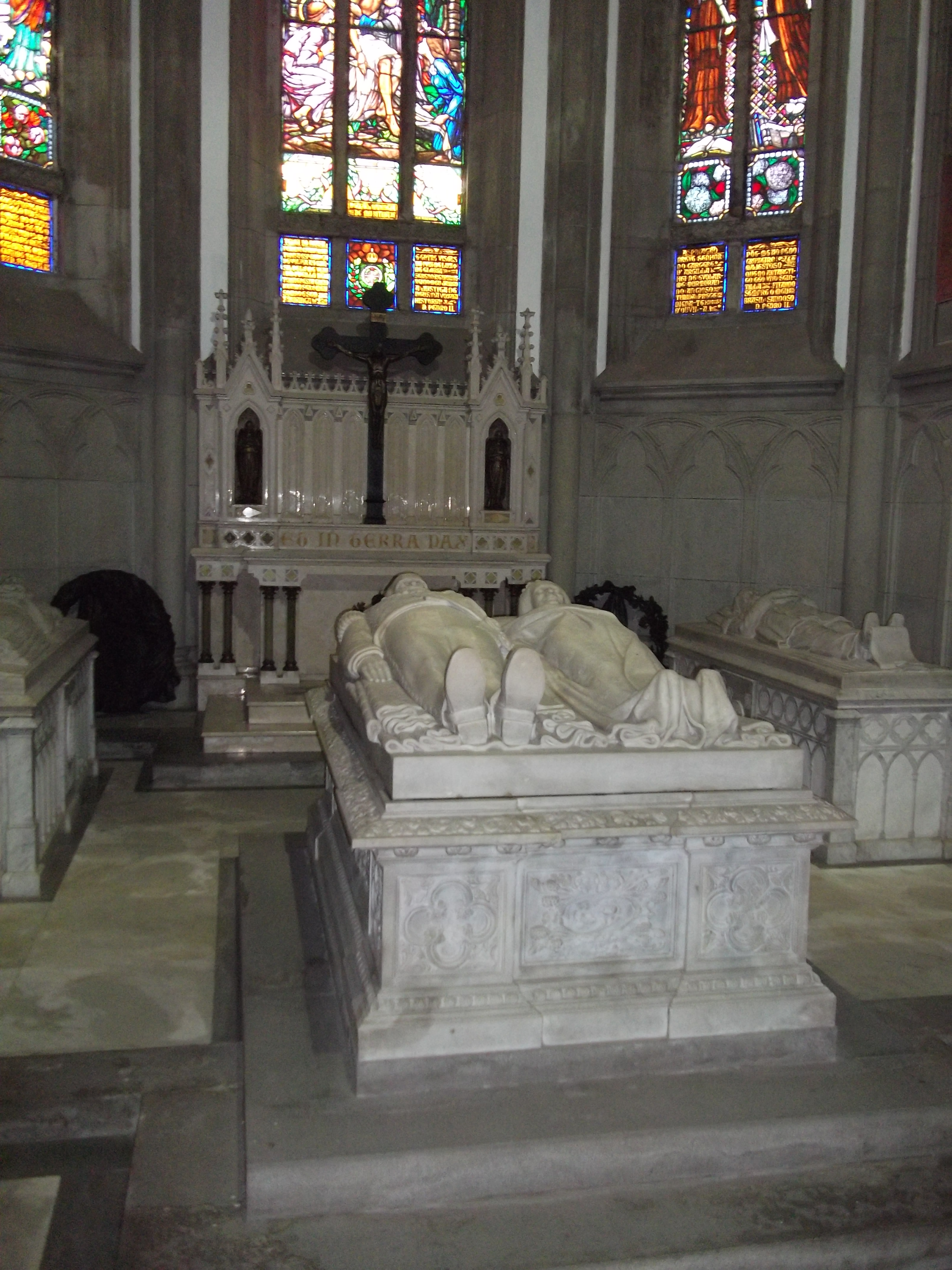
Catedral São Pedro de Alcântara, Mausoléu Imperial, Túmulo de Pedro II e Teresa Cristina.

Durante anos, o Panteão dos Braganças em São Vicente de Fora virou ponto de visitação dos brasileiros que chegavam à Europa via Lisboa.
Os restos mortais do casal imperial foram posteriormente repatriados para o Brasil em 8 de janeiro 1921, sendo recebidos com grande pompa, e missas realizadas em memória dos imperadores. O imperador e a imperatriz foram sepultados no Mausoléu Imperial, da Catedral de S. Pedro de Alcântara, em Petrópolis, numa cerimônia em 1939, que teve a presença do presidente Getúlio Vargas.
Junto a ele estão os restos de sua esposa, D. Teresa Cristina, de sua filha, a Princesa Isabel, do genro o Conde d'Eu, bem como do neto D. Pedro de Alcântara e de sua esposa, a condessa Elisabeth.

## Repercussões da morte

### No Brasil
O governo republicano com receio de que o luto nacional descambasse para a contrarrevolução e a república recém-instituída caísse antes de se assentar, proibiu qualquer reação oficial. Apesar dos esforços do governo para abafar, em Minas Gerais, Rio Grande do Sul, Bahia, Recife, Pará, São Paulo, do norte ao sul do Brasil, houve manifestações de pesar pelo passamento de D. Pedro II. O Rio de Janeiro cobriu-se de enlutados, o comércio, a bolsa, os teatros fecharam as portas. Nos jornais, até mesmo republicanos do porte de Quintino Bocaiuva lamentaram a morte do imperador.
A Catedral do Rio de Janeiro, que tocara finados pela morte do imperador, realizou no dia 9 de dezembro de 1891 uma missa em sua memória. Nesse mesmo dia, há 66 anos, D. Pedro II havia sido batizado. Os antigos servidores da Casa Imperial compareceram, e alguns, como o velho Marquês de Tamandaré, fizeram questão de usar os antigos uniformes da corte. Os institutos nacionais que floresceram no tempo do imperador também o homenagearam.
Os jornais da Rua do Ouvidor e as casas comerciais haviam hasteado a bandeira a meio pau, o que provocou conflitos com a polícia e o novo governo republicano instituído, que queria obrigar a retirada das bandeiras daquela posição. Milhares de brasileiros em trajes pretos, assistiram ofícios religiosos.
Foram realizadas missas por todo o país, seguidas de pronunciamentos fúnebres em que se enalteciam D. Pedro II e o regime monárquico. A polícia foi enviada para impedir as manifestações públicas de pesar. No mesmo dia no Rio de Janeiro, uma reunião popular com o objetivo de homenagear o falecido imperador foi realizada, tendo sido organizada pelo Marquês de Tamandaré, Visconde de Ouro Preto, Visconde de Sinimbu, Barão de Ladário, Carlos de Laet, Alfredo d'Escragnolle Taunay, Rodolfo Dantas, Afonso Celso e Joaquim Nabuco. Até mesmo os antigos adversários políticos de Pedro II elogiaram o monarca deposto, mesmo que “criticando sua política, ressaltavam sempre seu patriotismo, honestidade, desinteresse, espírito de justiça, dedicação ao trabalho, tolerância, simplicidade”.
Os brasileiros se mantiveram apegados a figura do imperador popular a quem consideravam um herói e continuaram a vê-lo como “o Pai do Povo”. Esta visão era ainda mais forte entre os brasileiros negros ou de ascendência negra, que acreditavam que a monarquia representava a libertação. O fenômeno de apoio contínuo ao monarca deposto é largamente devido a uma noção generalizada de que ele foi "um governante sábio, benevolente, austero e honesto" Esta visão positiva de D. Pedro II, e nostalgia por seu reinado, apenas cresceu a medida que a nação rapidamente caiu sob o efeito de uma série de crises políticas e econômicas que os brasileiros acreditavam terem ocorridas devido a deposição do Imperador.
Quintino Bocaiuva, um dos principais líderes republicanos, falou: "O mundo inteiro, pode-se dizer, prestou homenagens que o Sr. Dom Pedro de Alcântara mereceu por suas virtudes de grande cidadão." Alguns "membros de clubes republicanos protestaram contra o que caracterizaram como sentimentalismo exagerado nas homenagens, vendo nessas manobras monárquicas. Eram vozes solitárias".

### Reação estrangeira
A reação estrangeira também revelou simpatia pelo monarca. O New York Times de 5 de dezembro elogiou Pedro II, considerando-o "o monarca mais esclarecido do século" e afirmando também que "tornou o Brasil tão livre quanto uma monarquia poderia ser". O Herald escreveu: "Em outra época, e em circunstâncias mais felizes, ele seria venerado e honrado por seus súditos e seria conhecido na história como 'Dom Pedro, o Bom'". O Tribune afirmou que seu "reinado foi sereno, pacífico e próspero". The Times observou, em longo artigo, "Até novembro de 1889, acreditava-se que o falecido Imperador e sua esposa eram unanimemente queridos no Brasil por suas qualidades intelectuais e morais e por seu afetuoso interesse pelo bem-estar de seus súditos [.. .] Quando no Rio de Janeiro era constantemente visto em público, e duas vezes por semana encontrava seus súditos, assim como viajantes estrangeiros, cativando a todos com sua cortesia".
O Weekly Register escreveu: "Ele parecia mais um poeta ou um estudioso do que um imperador, mas se tivesse tido a chance de materializar seus vários projetos, sem dúvida teria feito do Brasil um dos países mais ricos do Novo Mundo." O jornal francês Le Jour afirmou que "ele foi efetivamente o primeiro soberano que, após nosso desastre de 1871, ousou nos visitar. Nossa derrota não o afastou de nós. A França saberá agradecer". O Globe também escreveu que ele "era bem instruído, ele era patriótico; ele era gentil e indulgente; ele tinha todas as virtudes privadas, assim como as públicas, e morreu no exílio".